# 思茅红椿
思茅红椿（学名：Toona ciliata var. henryi）为楝科香椿屬下的一个变种。